# 公園前駅 (広州市)
公園前駅（こうえんまええき）は、中華人民共和国広東省広州市越秀区建設街道広州起義路及び中山五路に存在する広州地下鉄1号線と2号線の駅である。

## 利用可能な鉄道路線
広州地下鉄
■ 1号線
■ 2号線

## 歴史
- 1999年6月28日 - 1号線の駅として開業[2]。但し当初、1号線の外側ホームは使用していなかった。
- 2002年12月29日 - 2号線の開業に伴い、乗り換え駅となる。また、1号線の降車専用ホームが供用開始[3]。
- 2007年2月16日 - 1号線のホームでホームドアが使用開始。

## 駅構造
公園前駅は地下三層からなり、地上は人民公園、中山五路、起義路、西湖路、広州地下鉄公園前センターと周辺に商業ビルがある。地下一階は1号線と2号線の共用コンコース、地下二階は1号線のホームと2号線の北コンコース、地下三階は2号線のホームがある。
1号線、2号線とも島式・相対式ホーム3面2線の地下駅。乗降分離がなされており、中央のホームが乗車ホームである。2号線は開業当初からホームドアが設置されており、1号線も2007年にホームドアが設置された。
| 地下1階 | 共通コンコース ■ 1号線■ 2号線 | 改札口、自動券売機、サービスセンター、駅商店、駅警備室、セキュリティ |  |
| 地下2階 | 北コンコース ■ 2号線          | 改札口、自動券売機、サービスセンター、セキュリティ                   |  |
|         | 4番線                         | 相対式ホーム、降車専用、2号線に乗る替えるか出場                      |  |
|         |                               | 1号線 西門口へ（西塱方面）                                           |  |
|         | 2番線 1番線                   | 島式ホーム、乗車専用                                                 |  |
|         |                               | 1号線 農講所へ（広州東駅方面）                                       |  |
|         | 3番線                         | 相対式ホーム、降車専用、2号線に乗る替えるか出場                      |  |
| 地下3階 | ■ 2号線出口                   | 改札口                                                               |  |
|         | 7番線                         | 相対式ホーム、降車専用、1号線に乗る替えるか出場                      |  |
|         |                               | 2号線 海珠広場へ（広州南駅方面）                                     |  |
|         | 5番線 6番線                   | 島式ホーム、乗車専用                                                 |  |
|         |                               | 2号線 紀念堂へ（嘉禾望崗方面）                                       |  |
|         | 8番線                         | 相対式ホーム、降車専用、1号線に乗る替えるか出場                      |  |
|         | ■ 2号線出口                   | 改札口                                                               |  |

改札からホームへはエレベーター、エスカレーター、階段が完備されている。エレベーターの一部はホームと改札外を直接連絡しているものがあり、利用する際は駅員の付き添いが必要である。
| 1番のりば（乗車専用ホーム） | 4番のりば（降車専用ホーム） |

### 駅構内店舗
- セブンイレブン
- 家簡盛厨
- 天天洗衣
- 美心西餅
- 自然派
- 地鉄文化快線
- 手作坊
- cottonshop/棉店
- 行一步連鎖鞋店

## 利用状況
公園前駅は広州で最初に開業した2路線の乗換駅であり、なおかつ広州の中心街にあるため、新旧の建物が林立し、商店が非常に集中している。公園前駅の周辺は、広州屈指の商店街である北京路歩行街に限らず、コミックシティ（動漫星城）、五月花商業広場、
広百百貨、新大新百貨等があり、商業の中心をなす。また、広州市政府の最寄り駅でもある。当駅は利用客数が一日を通して多く、広州地下鉄でも最も混雑している駅の一つである。平日朝ラッシュ時の8時から9時まで、当駅は入場規制を実施している。
毎年の旧正月の期間は、越秀区が当駅周辺の西湖路と教育路で一年に一度の花市を開催する。開催時は当駅が通常よりも混雑するため、入場規制を要する。

## 駅周辺
公園前駅は現在12箇所の出入口があり、北京路歩行街、中山五路等の場所へ便利な場所にある。動漫星城は地下一階から地下三階まで駅の北側に位置しており、地下一階と地下二階のコンコース、2号線の降車専用ホーム北端に動漫星城の出入口が共用されている。出入口は地下街に直結しているものもあり、A出入口は中旅商業城に、E出入口は五月花商業広場に連絡する。
体育西路駅と同様、各出入口に駅周辺の3次元地図や目的地を表示するためのLCDカラー表示システムも装備されている。
- 動漫星城
- 広州市人民政府
- 北京路歩行街
- 天河城百貨北京路店
- 人民公園（中央公園）
- 広州市公安局
- 広州起義旧址記念館

## 隣の駅
広州地下鉄
■ 1号線
西門口駅 108 - 公園前駅 109 - 農講所駅 110
■ 2号線
海珠広場駅 212 - 公園前駅 213 - 紀念堂駅 214